# Беньямін Мурмельштайн
Беньямін Мурмельштейн (нім. Benjamin Murmelstein 9 червня 1905, Львів — 27 жовтня 1989, Рим) — австрійський рабин
, вчений, керівник юдейської громади у Відні до її ліквідації нацистами в березні 1938 року.
Народився в ортодоксальній єврейській родині у Львові, там і закінчив школу. Після отримання атестата переїхав до Відня, там вступив до Віденського університету, де вивчав філософію та семітські мови. У 1927 році захистив дисертацію.
У створеній в травні 1938 року «Єврейській общині Відня» керував переселенням і еміграцією. Працював у юденраті Відня. У 1943 році був депортований до Терезієнштадту. Був останнім єврейським старостою в Терезинському гетто. Важливий свідок знищення євреїв нацистами.
Після закінчення війни він був заарештований чехословацькою владою за звинуваченням у колабораціонізмі, проте справа була закрита. Після цього Мурмельштейн емігрував до Італії та жив у Римі до самої смерті.
У 2013 році французький режисер Клод Ланзман зняв про Беньяміна Мурмельштайна документальний фільм «Остання несправедливість». Цим фільмом Ланцман хотів, за його власним зізнанням, поставити пам'ятник Мурмельштайну, так як роль останнього досі була представлена «дуже несправедливо».